# Chloris (aves)
Chloris é o género que contêm os verdilhões, que eram anteriormente incluídos no género Carduelis.
O nome do género deriva do grego antigo khloris, o verdilhão europeu, a partir de khloros, "verde".
O nome Chloris foi também antes usado para o género de aves Parula.

## Espécies
O género engloba as seguintes cinco espécies:
- Verdilhão (Chloris chloris ou Carduelis chloris)
- Verdilhão-oriental (Chloris sinica ou Carduelis sinica)
- Verdilhão-de-cabeça-preta (Chloris ambigua ou Carduelis ambigua)
- Verdilhão-do-vietnã (Chloris monguilloti ou Carduelis monguilloti)
- Verdilhão-de-peito-amarelo (Chloris spinoides ou Carduelis spinoides)

### Espécies fósseis
- Chloris triasi - Holoceno de La Palma, Canárias, Espanha
- Chloris aurelioi - Holoceno de Tenerife, Canárias, Espanha

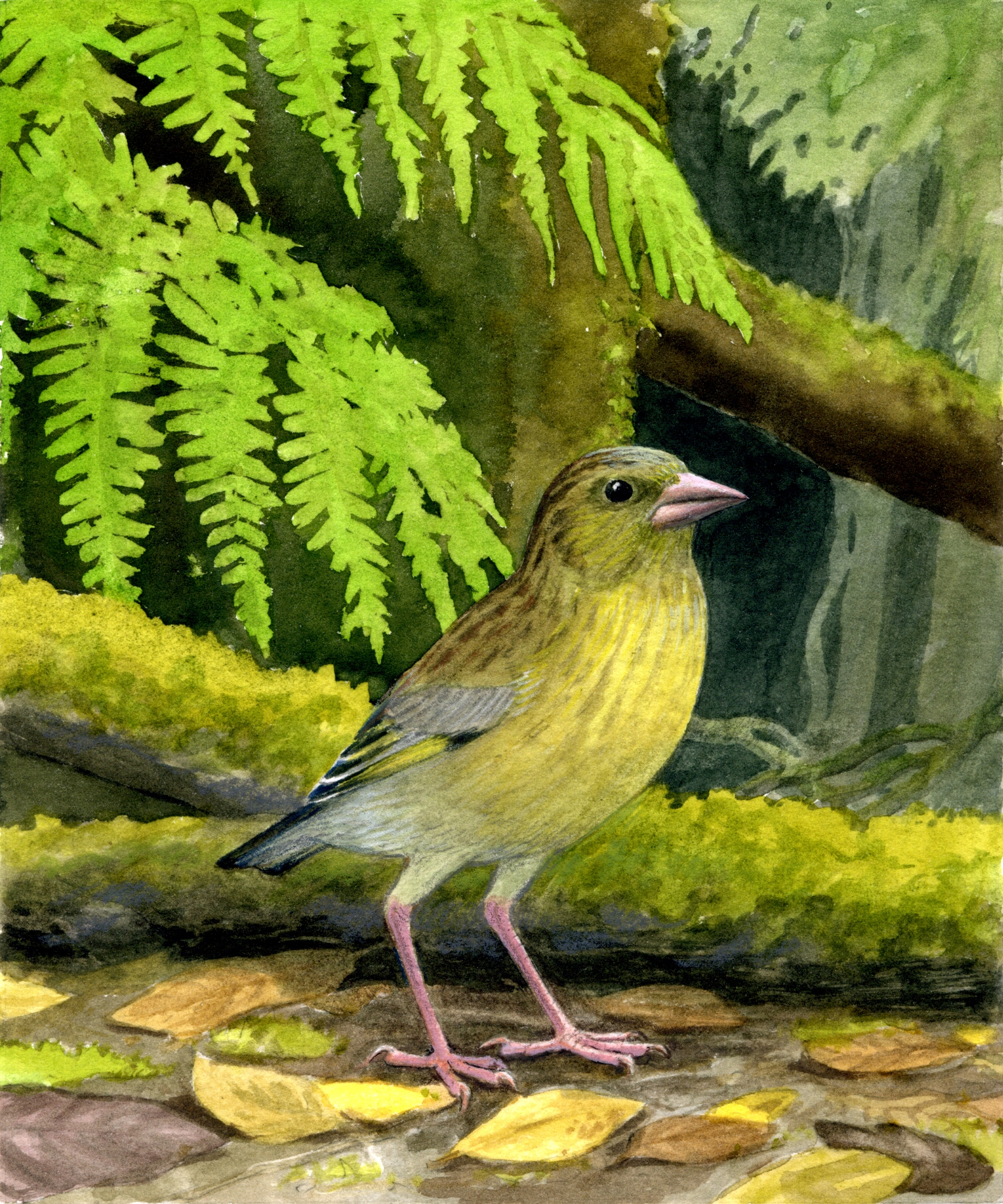
Reconstrução do extinto Chloris aurelioi, descrito a 3 de setembro de 2010